# Nick Grinde

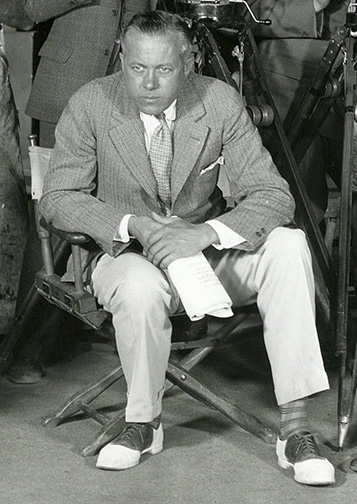
Nick Grinde (1928)

Nick Grinde (* 12. Januar 1893 in Madison, Wisconsin; † 19. Juni 1979 in Los Angeles; eigentlich Harry A. Grinde) war ein US-amerikanischer Drehbuchautor, Filmregisseur und Filmproduzent.

## Leben
Grinde absolvierte die Ausbildung an der University of Wisconsin–Madison. Er war einer der Drehbuchautoren der sogenannten „B-Serien“ für Columbia Pictures, deren Filme zwar massenhaft Anklang erfuhren, aber deren Namen niemandem geläufig waren. Zu Beginn der Tonfilmaera unterstützte er Broadway-Regisseure, indem er sein elementares Wissen in deren Arbeit miteinbrachte. So war er 1930 Co-Regisseur bei der Verfilmung von The Bishop Murder Case und bei der Produktion von Good News. Mit seiner Arbeit als Filmschaffender begann er zwar bereits Ende der 1920er Jahre, an bekannteren Filmen arbeitete er aber erst ab Mitte der 1930er Jahre, nachdem er 1934 einen Vertrag der Hal-Roach-Studios bekam.
Seine Filme, die allen Genres entstammten, waren meist Kurzfilme, die insgesamt eher unbekannt blieben. Grinde war unter anderem einer der Drehbuchschreiber für Laurel und Hardys Babes in Toyland (1934). Bei How to Sleep, der 1935 ausgezeichnet wurde, führte er die Regie. Zu seinen bekannteren Filmen zählt auch Hitler – Dead Or Alive (1942). Seine Arbeit als Filmschaffender beendete er 1945, als er einer der ersten Programmdirektoren beim Fernsehen wurde.
Bevor Grinde seine spätere Frau Hazel heiratete, war er eine Zeit lang mit der Schauspielerin Marie Wilson verheiratet, die auch in Babes in Toyland mitspielte.

## Filmografie (Auswahl)
Regie
- 1928: Johnny Marvin (Kurzfilm)
- 1929: The Desert Rider  (Kurzfilm)
- 1930: Good News
- 1931: This Modern Age
- 1932: Vanity Street
- 1933: Menu (Kurzfilm)
- 1935: Ladies Crave Excitement
- 1935: How to Sleep (Kurzfilm)
- 1937: Under Southern Stars (Kurzfilm)
- 1939: Überfall im Chinesenviertel (King of Chinatown)
- 1939: A Woman Is the Judge
- 1940: Convicted Woman
- 1941: Mountain Moonlight
- 1942: Hitler – Dead or Alive

Regieassistenz
- 1925: Zwei Personen suchen einen Pastor (Excuse Me)
- 1927: Mann-Weib-Sünde (Man, Woman and Sin)